# 何塞·菲格罗亚·阿尔科塔
何塞·菲格罗亚·阿尔科塔（1860年11月20日 - 1931年12月27日) ，阿根廷总统(1906-1910年)。
1906年以副总统接任，他迄今是唯一的阿根廷总统担任和主持了民主政府的三个权力：立法，作为代表(1892年)和参议员(1898年); 执行委员，作为总统(1906年); 司法，作为最高法院法官(1915年)和然后总统(1929年) 。
| 前任： 胡利奥·阿斯特拉达    | 科尔多瓦省省长 1895年—1898年 | 繼任： 克莱托·佩尼亚         |
| 前任： 罗贝托·基尔诺·科斯塔 | 阿根廷副总统 1904年—1906年   | 繼任： 维克托里诺·德拉普拉萨 |
| 前任： 曼努埃尔·金塔纳      | 阿根廷总统 1906年—1910年     | 繼任： 罗克·萨恩斯·佩尼亚    |